# Cressy-Omencourt

Cressy-Omencourt este o comună în departamentul Somme, Franța. În 1 ianuarie 2022 avea o populație de 126 de locuitori.